# Paradrepanophorus nisidensis
Paradrepanophorus nisidensis är en djurart som tillhör fylumet slemmaskar, och som först beskrevs av Ambrosius Arnold Willem Hubrecht 1875.  Paradrepanophorus nisidensis ingår i släktet Paradrepanophorus och familjen Paradrepanophoridae. Inga underarter finns listade i Catalogue of Life.